# BASF
La BASF SE (AFI: [beːaːɛsˈʔɛf] ) è una società europea con sede a Ludwigshafen, nella regione della Renania Palatinato, in Germania. Il nome BASF è l'acronimo di Badische Anilin- und Soda Fabrik (Fabbrica di Anilina e Soda del Baden).
Il Gruppo BASF conta più di 200 tra filiali e joint venture e possiede siti produttivi in 50 paesi in Europa, Asia, Nord e Sud America. Alla fine del 2022, la società impiegava più di 111.481 persone, di cui più di 50.000 solo in Germania. BASF ha clienti in più di 170 paesi e fornisce circa 8.000 diversi prodotti in molti settori dell'industria.
BASF è una delle più grandi compagnie chimiche al mondo e ha portato sul mercato prodotti famosi: dal colorante indaco, che è stato uno dei primi coloranti sintetizzati su scala industriale, all'invenzione della tecnologia necessaria alla funzionalità dei nastri magnetici (musicassette e videocassette).

## Storia

### Badische Anilin- und Sodafabrik (1865-1925)
Il 6 aprile 1865 a Mannheim-Jungbusch viene creata la Badische Anilin- und Sodafabrik da Friedrich Engelhorn con capitale sociale di 1,4 mln. di oro (vicino a Engelhorn come presidente vi furono August Clemm, Carl Clemm e Julius Giese). Dopo la fine della prima guerra mondiale la Germania entra in una profonda crisi, così le principali industrie chimiche pensano di associarsi anche per contrastare lo strapotere industriale della statunitense DuPont.

### I.G. Farben AG (1925-1952)
Il 21 novembre 1925, la Hoechst, la Bayer, l'AGFA e altre industrie più piccole spostano i loro capitali nella BASF, la quale il 2 dicembre 1925 cambia nome in IG Farben AG (abbreviazione di Interessen-Gemeinschaft Farbenindustrie AG, chiamata anche I.G. Farbenfabriken) e sposta la sede a Francoforte. A capo del nuovo consiglio di amministrazione di 83 persone viene nominato Carl Bosch. Nel 1934 produce il primo nastro magnetico in bobine per i primi registratori audio prodotti dalla AEG Telefunken, rimanendo sino agli anni '90 uno dei maggiori produttori di questa tecnologia. Durante il periodo nazista, nel 1941 l'IG Farben AG cominciò a produrre il famigerato gas Zyklon B che fu usato nei campi di sterminio nazisti.

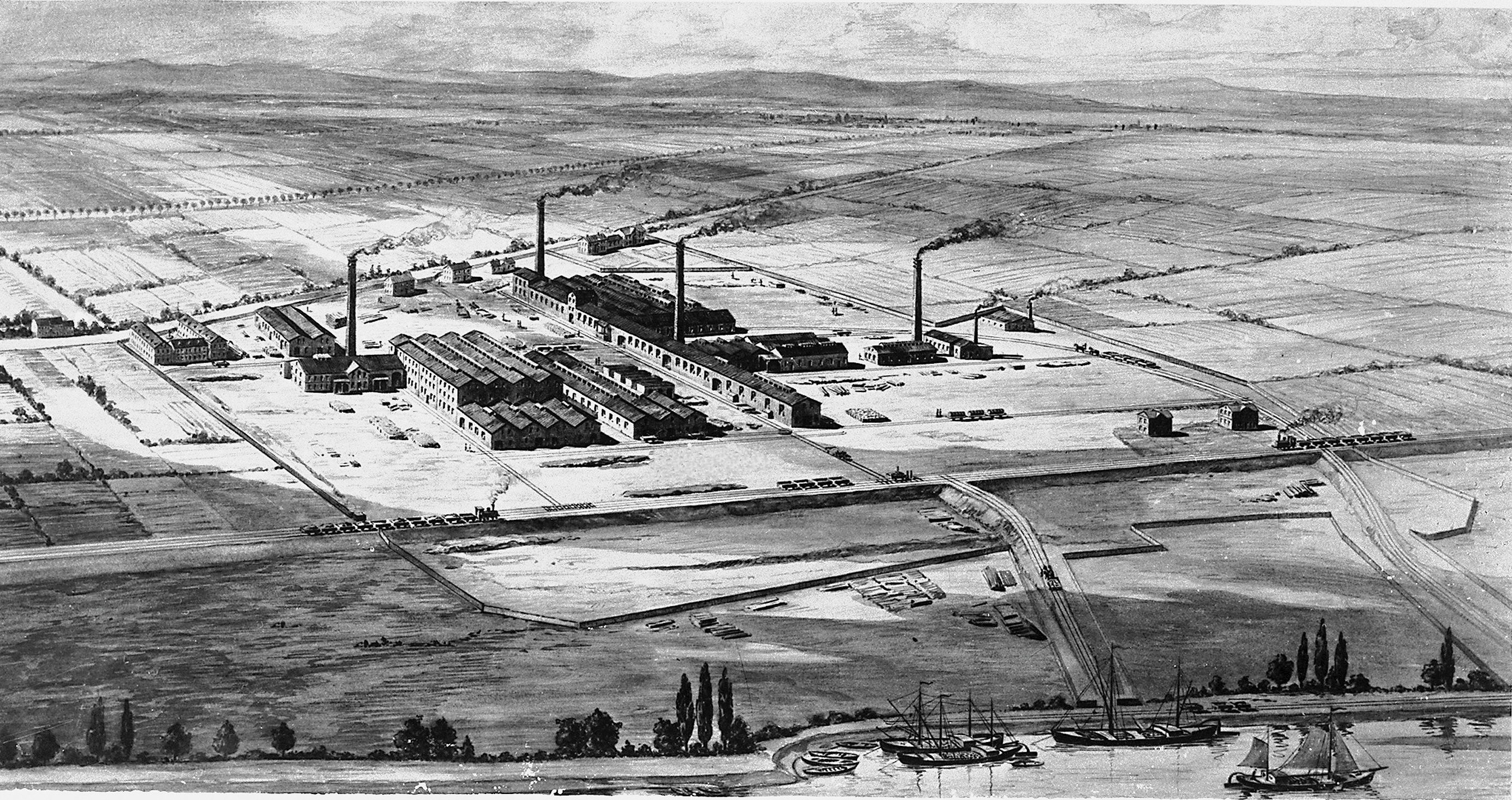
BASF-Werk Ludwigshafen 1866

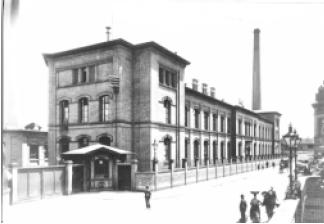
Laboratorio principale BASF a Ludwigshafen nel 1887

## Struttura attuale

### Società principali
- BASF Coatings GmbH, Münster (100%)
- BASF Catalyst, Iselin (100%)
- BASF Business Services Holding GmbH[1] Ludwigshafen am Rhein (100 %)
- BASF Schwarzheide GmbH, Schwarzheide (100%)
- BASF Polyurethanes GmbH, Lemförde (100%)
- Wintershall Holding AG, Kassel (100%)
- Gascade Gastransport GmbH, Kassel (51%)
- sowie zahlreiche Auslandsniederlassungen, die in 170 Ländern tätig sind.

### Sedi principali
- Ludwigshafen am Rhein
È la sede principale della BASF con oltre 2.000 edifici e una superficie di oltre 10 km² è il più grande insediamento chimico del mondo. Qui lavorano circa 36.000 persone[2], nel 1990 erano 55.000.
- Düsseldorf / Monheim am Rhein (BASF Personal Care and Nutrition GmbH)
- Münster (BASF Coatings)
- Lemförde (BASF Polyurethanes)
- Nienburg/Weser (Bassa Sassonia) BASF Catalysts Germany GmbH
- Schwarzheide (BASF Schwarzheide GmbH)
- Basilea, Svizzera (BASF Schweiz AG, precedentemente Ciba AG)
- Anversa, Belgio
- Port Arthur, Texas, USA
- Freeport, Texas, USA
- Geismar, Ascension Parish, Louisiana, USA
- Altamira, Messico
- Kuantan, Malaysia
- Nanchino, Cina (BASF-YPC, joint venture con Sinopec)

## Logo

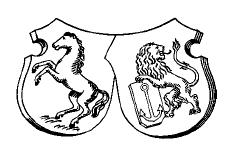
Logo BASF del 1873

Il primo logo BASF risale al 1873 dalla fusione delle società di Stoccarda (Knosp e Siegle). Il marchio fu lo stemma di Stoccarda (Cavallo) e quello di Ludwigshafen am Rhein (Leone bavarese con ancora).